# Miniatur-Wunderland
Miniatur-Wunderland (en alemán, literalmente "País de las Maravillas en Miniatura") es la maqueta ferroviaria más grande del mundo, y está situado en Hamburgo (Alemania).
La exposición incluye alrededor de 1.230 trenes controlados digitalmente, y dispone de más de 12.000 vagones. También cuenta con unas 4.300 casas en miniatura y puentes, más de 10.000 vehículos (de los cuales unos 350 se desplazan de forma autónoma), 47 aviones y unas 290.000 figuras. El sistema cuenta con un ciclo de iluminación diurno-nocturno recurrente y con casi 500.000 luces LED integradas. El edificio que alberga la maqueta tiene una superficie de 7.000 m², de los que las maquetas ocupan 1.545 m².
A diciembre de 2024, el ferrocarril constaba de 16.491 m de vías a la escala H0 (1:87), divididas en nueve secciones: las montañas de Harz; la ciudad ficticia de Knuffingen; los Alpes y Austria; Hamburgo; Estados Unidos; Escandinavia; Suiza; una réplica del aeropuerto de Hamburgo; Italia; y América del Sur. También se está planificando la construcción de las secciones de América Central y del Caribe; y la de Inglaterra.

## Historia

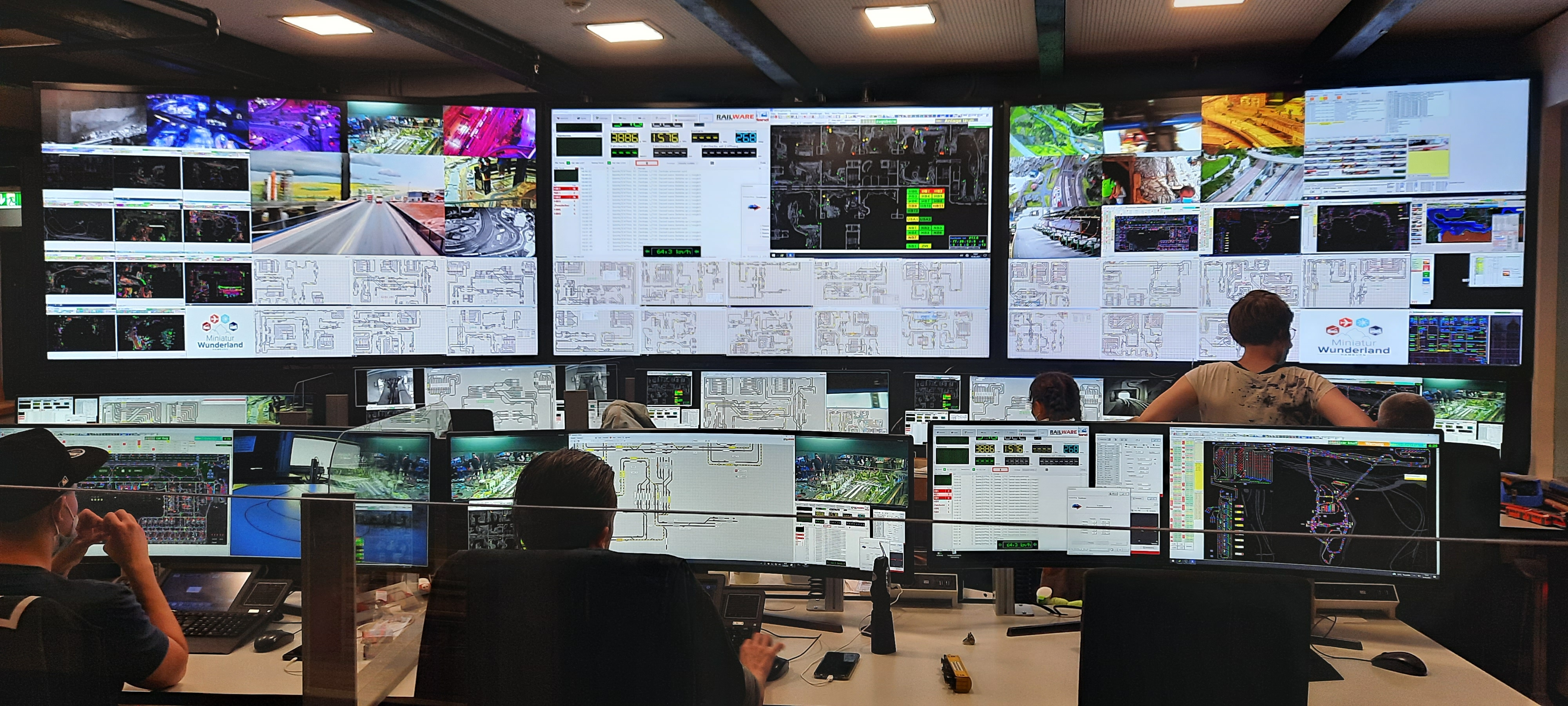
Cuarto de control

En el verano de 2000, Frederik Braun estaba de vacaciones en Zúrich. Allí, en una tienda de maquetas de trenes, se le ocurrió la idea de construir la maqueta de trenes más grande del mundo. De vuelta a Hamburgo, lanzó una encuesta nacional por correo electrónico sobre la popularidad de los lugares de interés reales y ficticios de la ciudad. Una posible maqueta de trenes (la más grande del mundo), ocupó el tercer lugar entre los lugares más votados para los hombres encuestados. En 2001, vendió su discoteca Voilà y EDM Records, y fundó Miniatur Wunderland GmbH junto con su padre Jochen W. Braun, su hermano gemelo Gerrit y Stephan Hertz. 
Las tres primeras secciones (Knuffingen, Alemania Central y Austria) entraron en funcionamiento el 16 de agosto de 2001. Actualmente hay 12 secciones en funcionamiento y tres más en proyecto (mayo de 2024).

## Construcción y ampliación

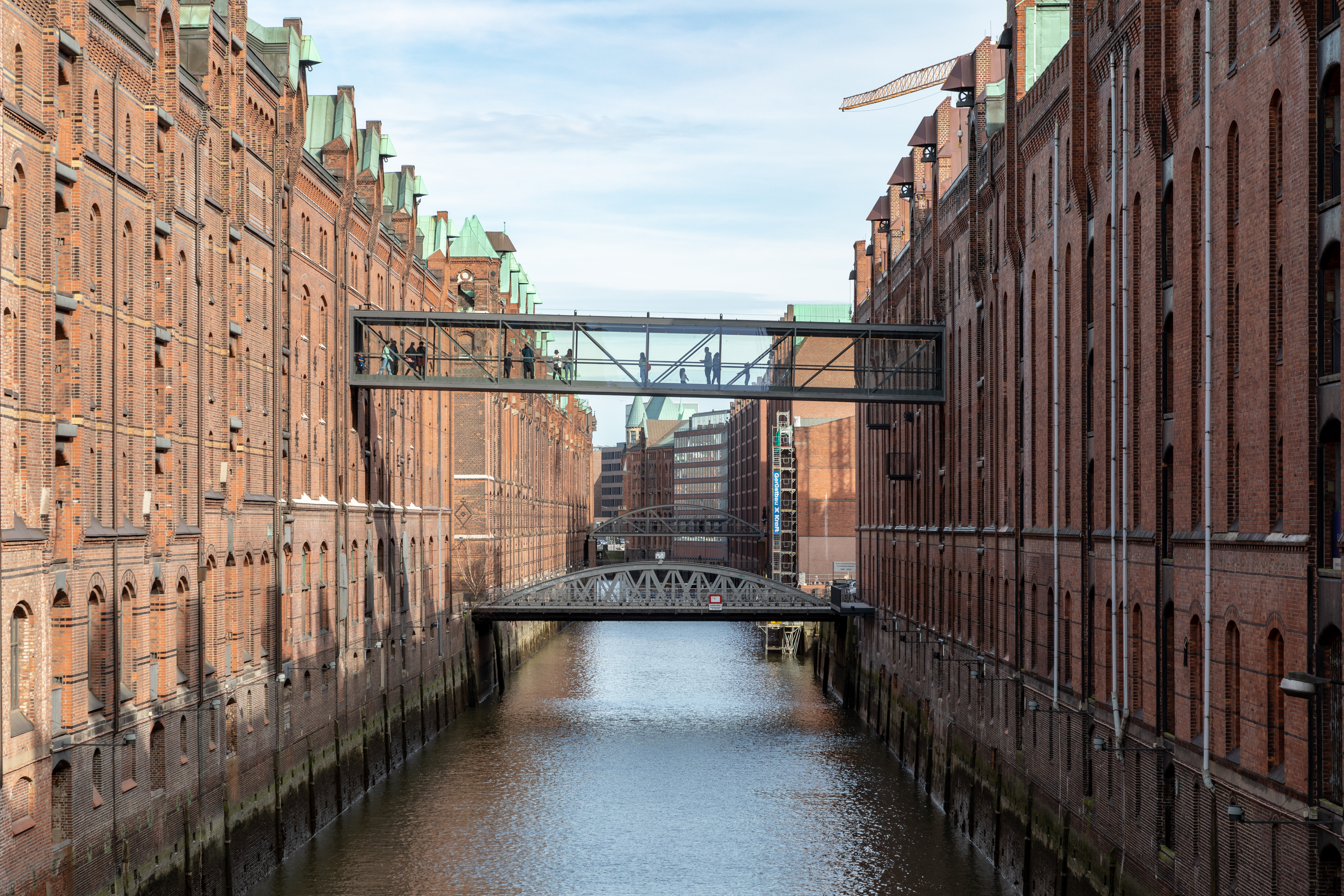
La pasarela peatonal acristalada, inaugurada en 2020, une los dos edificios de la exposición

Tras el inicio de la construcción en diciembre de 2000, las tres primeras secciones (Knuffingen, Alemania Central y Austria) se inauguraron el 16 de agosto de 2001. Desde entonces, se han añadido varias secciones. Con la finalización de la sección Hamburgo, Costa Alemana en noviembre de 2002, Wunderland se convirtió en el ferrocarril en miniatura más grande de Europa. La sección Estados Unidos se añadió en diciembre de 2003, seguida de Escandinavia en julio de 2005. El 10 de septiembre de 2015, los Braun añadieron el último tramo de vía entre la sección Suiza y la nueva sección Italia, ampliando la longitud de la vía de 13.000 a 15.400 metros. Un juez observador del Libro Guinness de los récords entregó a los propietarios de Wunderland el certificado del nuevo récord mundial.
El tramo «Bella Italia» (que ocupa 190 m²) se inauguró el 28 de septiembre de 2016 tras cuatro años de construcción, con una inversión de 180.000 horas-hombre y un coste aproximado de 4 millones de euros. Las obras del tramo «Mónaco/Provenza» comenzaron en agosto de 2019 y, una vez finalizado, se añadió otro tramo de 315 metros. En 2019, la longitud total del tramo (15.715 metros) correspondía, por lo tanto, a la longitud real del tramo (1.367,21 km) a escala H0, convirtiendo a Miniatur Wunderland en la maqueta ferroviaria más grande del mundo.
En 2020, una pasarela acristalada conectó el Wunderland original con un edificio situado al otro lado del canal. El nuevo espacio presenta representaciones de la Antártida y de América del Sur, incluyendo Río de Janeiro. La construcción de Mónaco y Provenza, que incluye un circuito de Fórmula 1, finalizó en 2024.
Otros proyectos futuros incluyen Centroamérica/Caribe y Asia. Los creadores afirman que la construcción de Gran Bretaña comenzará en 2028.

### Secciones
| Número | Sección                                                       | Completado en             | Tamaño      | Fuente       |
| ------ | ------------------------------------------------------------- | ------------------------- | ----------- | ------------ |
| 01     | Alemania Central/Harz                                         | Mes de agosto de 2001     | Unos 120 m2 |              |
| 02     | Knuffingen (ciudad ficticia)                                  | Mes de agosto de 2001     | Unos 120 m2 |              |
| 03     | Austria                                                       | Mes de agosto de 2001     | Unos 60 m2  |              |
| 04     | Hamburgo                                                      | Mes de noviembre de 2002  | Unos 200 m2 |              |
| 05     | Estados Unidos                                                | Mes de diciembre de 2003  | Unos 100 m2 |              |
| 06     | Escandinavia                                                  | Mes de julio de 2005      | Unos 300 m2 |              |
| 07     | Suiza                                                         | Mes de noviembre de 2007  | Unos 250 m2 |              |
| 08     | Aeropuerto de Hamburgo                                        | Mes de mayo de 2011       | Unos 150 m2 |              |
| 04 a   | Hamburgo – subsección HafenCity y Filarmónica del Elba        | Mes de noviembre de 2013  | Unos 9 m2   |              |
| 09     | Italia                                                        | Mes de septiembre de 2016 | Unos 190 m2 |              |
| 09 a   | Italia – Subsección Venecia                                   | Mes de febrero de 2018    | Unos 9 m2   | [ 14 ]       |
| 01 a   | Alemania Central/Harz – Subsección Kirmes                     | Mes de junio de 2020      | Unos 9 m2   | [ 15 ]       |
| 11 b   | "El mundo desde arriba" (pasarela que cruza hacia Sudamérica) | Mes de diciembre de 2021  | Unos 10 m2  | [ 2 ]        |
| 11 a   | Río de Janeiro                                                | Mes de diciembre de 2021  | Unos 220 m2 | [ 2 ]        |
| 12     | Patagonia                                                     | Mes de mayo de 2023       | Unos 150 m2 | [ 2 ] [ 16 ] |
| 10 a/b | Mónaco/Provenza                                               | Mes de abril de 2024      | Unos 63 m2  | [ 2 ] [ 17 ] |
| 13     | Desierto de Atacama/Cordillera de los Andes/Perú/Bolivia      | 2026 (en construcción)    |             |              |
| 14     | América Central & el Caribe                                   | 2027 (planificado)        | Unos 150 m2 | [ 18 ]       |
| 15     | Gran Bretaña                                                  | 2028/29 (planificado)     |             | [ 18 ]       |

### Sistema

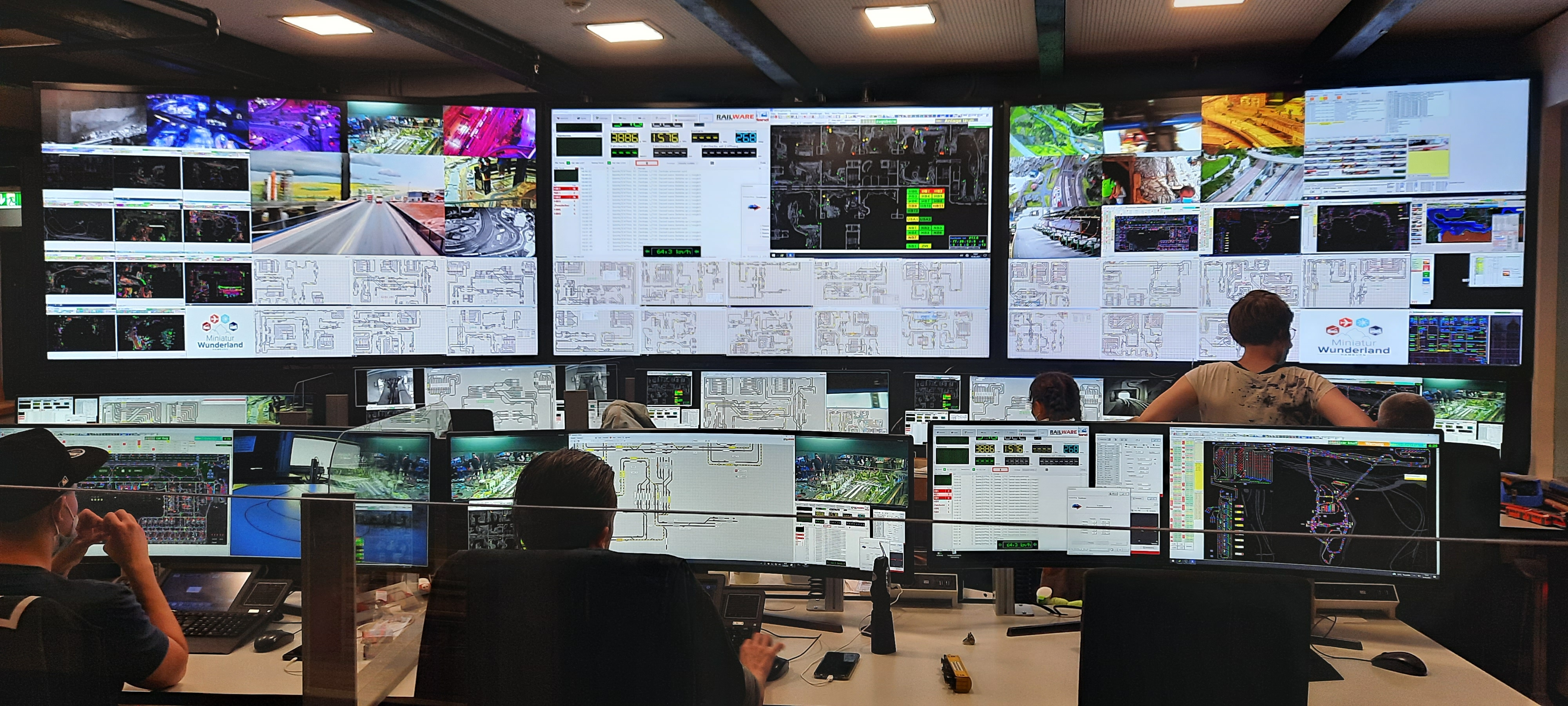
Sala de control

Los visitantes exploran diferentes salas organizadas en un largo recorrido. Los trenes circulan a través de algunas paredes de las salas y en salientes que parecen penínsulas. El trazado constaba (en septiembre de 2016) de nueve secciones completadas, con superficies comprendidas entre los 60 y los 300 m².
- Las tres primeras secciones se crearon simultáneamente, y muestran el centro y el sur de Alemania con las montañas "Harz" y un ICE-tren de alta velocidad.
- La ciudad ficticia de "Knuffingen" presenta un sistema de carreteras con vehículos en movimiento.
- La sección "Austria" implicó la modelización de un paisaje alpino, incluyendo un trazado formando una espiral de varios niveles, desde la que los trenes de las otras secciones cambian de lado del pasillo sobre las cabezas de los visitantes.
- La siguiente etapa de expansión incluye la sección con el tema "Hamburgo, Costa Alemana".
- La sección "Estados Unidos" incluye Las Vegas, Miami, algunos paisajes del Viejo Oeste, otro sistema con vagones en movimiento y una base espacial.
- La sección "Escandinavia" cuenta con una zona de agua real. Está previsto que los barcos controlados por computadora operarán sobre el estanque de 30.000 litros que simula el "Mar del Norte", en el que también se simulan las mareas.
- Los Alpes Suizos, que se extienden en dos plantas, están modelados a partir de los paisajes de los cantones del Tesino, de los Grisones y de Valais, y se completaron en noviembre de 2007. A través de un hueco en el techo, con una superficie total de 100 m², las montañas alcanzan una altura de casi 6 metros. Los visitantes acceden a este nuevo nivel por escaleras, mientras que los trenes salvan los desniveles mediante curvas cerradas y utilizando un elevador de locomotoras.
- La sección del «Aeropuerto de Knuffingen» se inauguró en mayo de 2011 tras aproximadamente seis años de construcción y desarrollo, con una inversión de 3,5 millones de euros. Se exhibe un aeropuerto de 150 m², con un sistema de control aeroportuario único en el mundo.
- Una pequeña sección forma la "HafenCity" de Hamburgo, con la sala de conciertos de la Filarmónica del Elba. La planificación comenzó en mayo de 2012 y la construcción comenzó en agosto del mismo año. Disponía de un total 9 m², y se construyeron 10 viviendas seleccionadas en esta área. La inauguración tuvo lugar el 13 de noviembre de 2013.[20]
- En 2014, se realizó un viaje a Italia para obtener numerosas impresiones del país. Estas se incorporaron a la novena sección de la maqueta, que representa "Italia". En esta sección, se pueden apreciar algunas vistas de Roma, así como un paisaje de Toscana o el monte Vesubio. La sección de construcción se presentó en un blog creado específicamente para este fin y se inauguró en septiembre de 2016.[21]
- En febrero de 2018, se inauguró la sección "Venecia", con un tamaño de tan solo 9 m². Con unas 35.000 horas de trabajo, es la sección más elaborada en relación con su tamaño.

### Características especiales

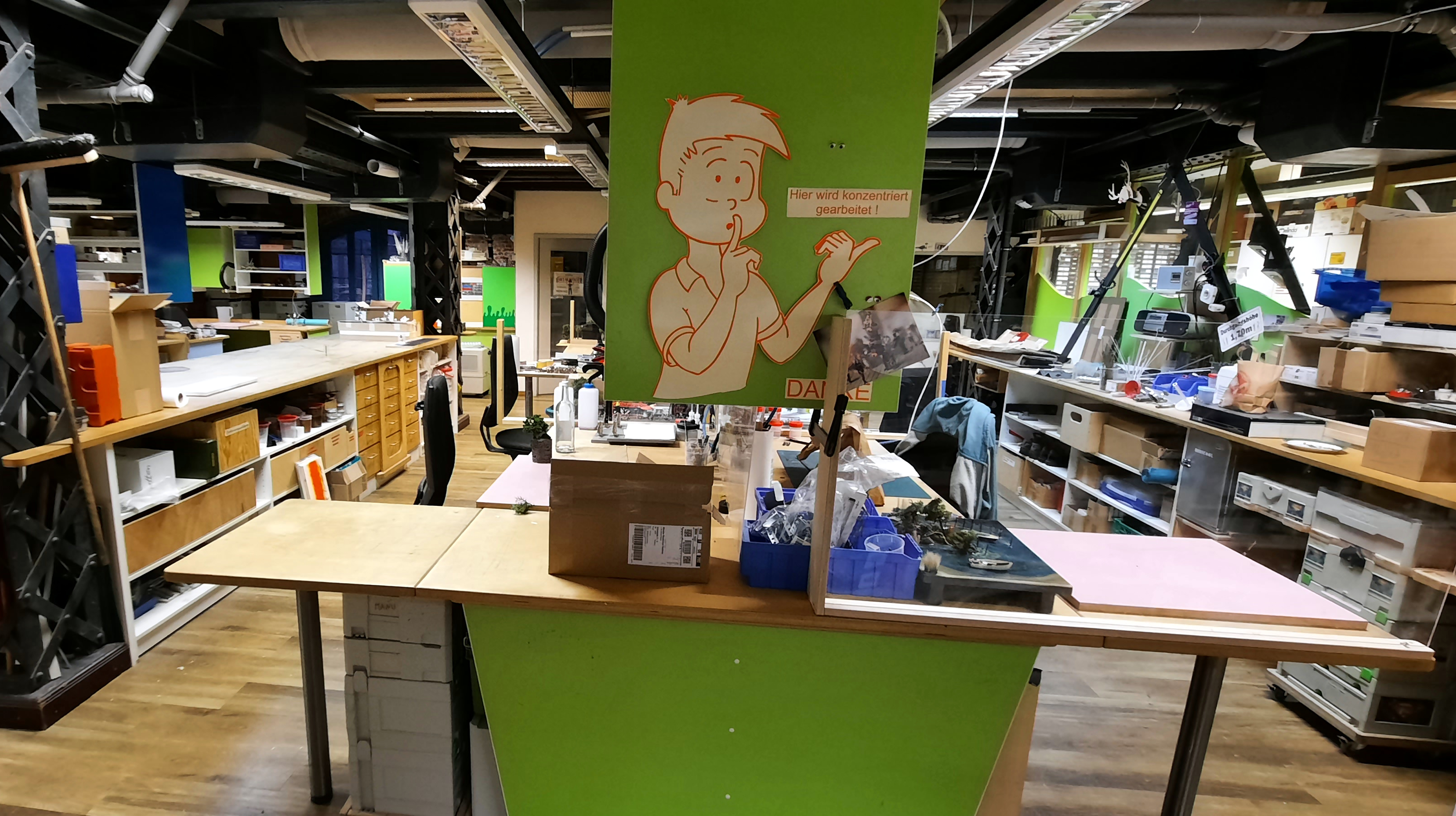
Vista del taller de construcción y mantenimiento

Las características especiales incluyen una rutina diaria simulada, en la que el crepúsculo, la noche y el día se repiten cada 15 minutos. Esto incluye un sistema de control automático de iluminación que activa más de 300.000 luces según la hora del día.
La ciudad ficticia de "Knuffingen" (con una superficie de 120 m²), con una población de unos 6.000 habitantes, está equipada con más de 100 maquetas de coches en movimiento, incluyendo numerosos camiones de bomberos, que se utilizan para simular una operación de extinción de incendios en Knuffingen cada 15 minutos de media. La simulación de tráfico es posible gracias a un sistema de coches modificado que también se utiliza en las secciones "EE. UU.", "Escandinavia" y el "Aeropuerto de Knuffingen". En la sección América, un tramo de autopista está equipado con un Sistema de Control de Tráfico dinámico, que utiliza paneles luminosos de 2x16 caracteres, luces de señalización y cuatro rangos de velocidad diferentes para controlar el tráfico.
Los detalles más llamativos incluyen un cambio en el resultado de un partido de fútbol en el Volksparkstadion, radares de velocidad y un camión cargado de quesos accidentado. También hay una gasolinera que muestra los precios reales del combustible de la gasolinera de la calle Amsinck de Hamburgo.
Los visitantes pueden controlar las operaciones del sistema a través de unos 200 pulsadores, incluyendo opciones para poner en marcha un tren minero, activar aerogeneradores, marcar un gol en el estadio de fútbol, hacer despegar un helicóptero o el transbordador STS, o alargar la nariz de Pinocho. Un botón permite a los visitantes ver la producción simulada de una barrita de chocolate en una fábrica, lo que da como resultado una barra de chocolate Lindt & Sprüngli para que el visitante la pruebe.
Algunas visitas también incluyen un recorrido entre bastidores a lugares que no se pueden ver desde el área pública habitual.

### Aeropuerto de Knuffingen
Tras seis años de planificación y construcción, el aeropuerto de Knuffingen se inauguró oficialmente a los visitantes el 4 de mayo de 2011, como una sección especial de las instalaciones. Sus edificios se asemejan a las del aeropuerto de Hamburgo. Al igual que en la ciudad ficticia de Knuffingen, también se incluye una simulación de un cuerpo de bomberos con una gran flota de vehículos, incluyendo cuatro vehículos de extinción de incendios aeroportuarios. En la pista de 14 metros de longitud, modelos de aeronaves aceleran a escala sobre un trineo invisible y, mediante dos barras guía, pueden despegar del suelo y desaparecer a través de una cortinilla situada en una pared. Dependiendo de la fase del despegue, las barras guía reproducen la inclinación aproximadamente real de las aeronaves en vuelo.
La sección presenta una amplia variedad de aeronaves comerciales estándar, incluyendo Boeing 747, Boeing 787, Airbus A350 y Airbus A380, con las libreas de aerolíneas activas y desaparecidas de todo el mundo. También hay un Concorde con los colores de British Airways, un Transbordador STS y una maqueta del Halcón Milenario (una nave espacial de la película Star Wars).
El movimiento de las aeronaves en tierra se realiza mediante una tecnología basada en el mismo sistema utilizado para el tráfico rodado. Los vehículos en el aeropuerto disponen de sus propias rutinas, con reabastecimiento, carga y descarga coordinados antes y después del aterrizaje, operaciones localizadas en los lugares de estacionamiento de las aeronaves. A diferencia de otros paisajes, el ferrocarril en el aeropuerto es apenas visible, y solo hay una estación subterránea.
Según los operadores, el espacio de 150 m² costó alrededor de 3,5 millones de euros, además de 150.000 horas de trabajo. El área está equipada no solo con numerosos modelos de aviones rodantes, sino también con cientos de coches, pasarelas de acceso a aeronaves, garaje subterráneo, hoteles, un metro y figuras individuales.

## Visitantes
El visitante diez millones llegó a Miniatur Wunderland el 5 de diciembre de 2012, el quince millones el 2 de diciembre de 2016 y el veinte millones el 23 de agosto de 2021.

## Premios
Además del récord mundial como la mayor maqueta ferroviaria del mundo y como la mayor maqueta ferroviaria a escala del mundo, Miniatur Wunderland posee otros récords mundiales:
- En noviembre de 2013, 200 locomotoras de ancho H0 arrastraron una locomotora eléctrica real DB clase 101 (de 84 toneladas) a lo largo de más de 10 m.[29]

- En abril de 2021, se reprodujo la pieza de música clásica más larga del mundo en una maqueta de trenes en Miniaturwunderland. Para ello, una locomotora de maniobras con varios bastones realizó un recorrido percutiendo a lo largo de una serie de vasos de cristal llenos de agua.[30]

## En la cultura popular
- El videojuego Sid Meier's Railroads! está inspirado por Miniatur Wunderland.